# Richard James Burgess

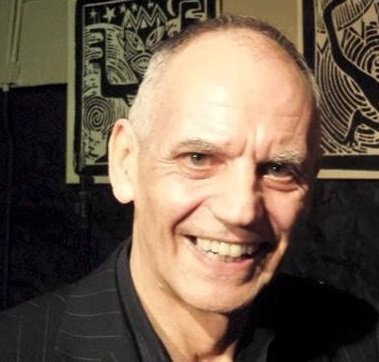
Richard James Burgess (2015)

Richard James Burgess (eigentlich Richard Burgess) ist ein britischer Musikproduzent, Musikmanager, Schlagzeuger, Synthesizer-Programmierer, Komponist, Schriftsteller und Erfinder. Er produzierte die ersten beiden Alben der New-Romantic-Band Spandau Ballet und der New-Wave-Band King sowie das erste Album des Housemusikers Colonel Abrams. Er prägte den Begriff New Romantic und spielte in den britischen Bands Easy Street und Landscape und bei zahlreichen Studioaufnahmen Schlagzeug. Er zählt zu den Pionieren bei der Verwendung von Samples und war einer der ersten Nutzer von Hardwaresequenzern in der Popmusik. Er schrieb den Industriestandard The Art of Record Production, der heute an zahlreichen Musikhochschulen verwendet wird. Er entwickelte zusammen mit Dave Simmons das elektronische Schlagzeug in seiner heute bekannten Form.

## Kindheit
Burgess wurde in London geboren und verlebte seine Kindheit und Jugend in Christchurch, nachdem seine Familie in den 1960ern nach Neuseeland ausgewandert war. Er war bereits im Alter von 2 Jahren begeistert von allen Arten von perkussiv erzeugter Musik und bekam von einem mit der Familie befreundeten Musiker im Alter von 6 Jahren eine Ukulele geschenkt. Mit 14 traf er die Entscheidung, Schlagzeuger zu werden und kaufte sein erstes Drumset. Bereits etwa eine Woche später absolvierte er erste Liveauftritte und übte wie ein Besessener, manchmal 8 bis 12 Stunden am Tag. Seine ersten Banderfahrungen sammelte er in den lokalen Bands Fred Henry, Orange, The Lordships und Barry Saunders. Beeinflusst wurde er zu dieser Zeit überwiegend durch Mitch Mitchell und Ginger Baker. Nach einem etwa einjährigen Aufenthalt in Australien schloss er sich 1971 der neuseeländischen Jazz-Rock-Band Quincy Conserve an und arbeitete an ersten Kompositionen mit. Nebenbei arbeitete er als Studiomusiker für lokale neuseeländische Künstler. Um seinen musikalischen Horizont zu erweitern, verließ er im April 1972 Neuseeland wieder, um bei Alan Dawson am Berklee College of Music in Boston, Massachusetts zu studieren.

## Ausbildung
Er studierte 1972 dort zwei Semester lang Arrangement und Komposition und belegte 1973 an der Guildhall School of Music and Drama in London einen Kurs für Perkussion und die Instrumente Pauke, Xylophon und Vibraphon. Burgess ist Ph.D. der University of Glamorgan. Als Autodidakt der Musik arbeitete er mit den Schlagzeugern Alan Dawson, Peter Ind, Tony Oxley sowie James Blades und David Arnold zusammen. Seine Kenntnisse über die Musikindustrie erwarb er überwiegend in Berklee als Schüler von Alan Dawson.

## Musiker
Nach seiner Zeit in Boston zog er 1973 nach Großbritannien und spielte dort neben seinem Studium zunächst beim Bernie Egan Trio, bei der Soft-Rock-Band Easy Street und kurzzeitig bei Nucleus. Über Bernie Egan lernte er dessen Sohn, Rusty Egan, den späteren Schlagzeuger der Bands Rich Kids und Visage kennen, der das Schlagzeugspiel bei Burgess lernte. Er gehörte damals auch zum British National Jazz Orchestra. 1973 lernt er John Walters kennen und gründet 1975 mit ihm die britische Synthie-Pop/Jazz-Formation Landscape. Landscape etablierten sich als Avantgarde-Musiker durch viele Liveauftritte und zwei unter dem Eigenlabel Event Horizon Enterprises veröffentlichten EPs in mehreren Jahren eine Fangemeinde, bevor Burgess und Walters Computer für sich entdeckten und 1980 bei RCA das Debütalbum Landscape ohne kommerziellen Erfolg veröffentlicht wurde. Burgess co-produzierte, co-komponierte, programmierte, sang und spielte Schlagzeug auf dem zweiten Album From the Tearooms of Mars … to the Hellholes of Uranus, das 1981 die Hits Einstein A Go Go und Norman Bates enthielt. Das 1982 nach einer Pause, die Burgess für die Produktion der ersten beiden Alben von Spandau Ballet benötigte, veröffentlichte Album Manhattan Boogie-Woogie markiert das letzte Album der Band, die sich 1984 auflöste.
In seiner Karriere als Studiomusiker spielte er für Barbara Dickson und auf den Alben The Age of Plastic von den Buggles und Strip von Adam Ant Schlagzeug. Als Solokünstler unter Vertrag bei Capitol Records brachte er 1984 mit Breathless eine Single in die Billboard Hot Dance Club Play Charts. Er nahm auch mit dem British National Youth Jazz Orchestra und den Jazzmusikern Neil Ardley und Ian Carr Platten auf und spielte mit Graham Collier. Zudem spielt er mit Jazzpianist Mickey Basil.
2002 gründete er mit dem Gitarristen Tony Fazio die Bluesband Electrofied. Er komponiert und produziert für die Band und spielt dort Schlagzeug.

## Produzent
In den frühen 1980ern wurde er über die New-Romantic-Bewegung als Produzent bekannt, weil er die ersten beiden Alben, die ersten sechs Singles und zahlreiche Maxi-Singles und Remixe der Band Spandau Ballet betreut hatte und ihnen damit zu mehreren Goldenen Schallplatten verhalf. Die britische Performance-Truppe Shock, für die Burgess die erste Single Angel Eyes zusammen mit Rusty Egan produzierte, zählt ebenfalls zu dieser Modebewegung und Mitglieder dieser Gruppe (u. a. Barbie Wilde, Richard Pereno) treten in ersten Musikvideos der frühen New-Romantic-Bands auf.
Neben Spandau Ballet produzierte er für Adam Ant, King, bevor er in die USA übersiedelte und dort New Edition, Melba Moore, Colonel Abrams und America produzierte. Burgess produzierte außerdem für Kim Wilde, Five Star, Tony Banks von Genesis, und Fish von Marillion, Living in a Box, Princess, Virginia Astley, Errol Brown von Hot Chocolate, Heroes (ein Nebenprojekt von Wang Chung), When in Rome und Shriekback (Barry Andrew’s Band, nachdem er XTC verlassen hatte). Seine Produktion des Debütalbums für die britische Gruppe Praise gehört zu den Pionierwerken des New Age / Ambient.
Er produzierte und remixte unter dem Pseudonym Caleb Kadesh auch Bands aus der Gothic-Szene. Als Produzent, Toningenieur und Mixer wirkte er den bei Alben der Bands Rubicon und CNN bzw. XC-NN (1992 von Tim Bricheno, Ex-The Sisters of Mercy, gegründet) mit. Unter dem Pseudonym Cadillac Jack trat er nur als Remixer auf.
Das Billboard-Magazine widmete ihm und der von Burgess mit Waters gegründeten Produktionsfirma Heisenberg International in der Ausgabe vom 16. August 1986 einen mehrseitigen Artikel aus der Feder von John Tobler.
Burgess gewann als Produzent einen Verkaufspreis des Magazins Music Week. Er hat vierundzwanzig Chartsingles und vierzehn Hitalben geschaffen.
Burgess mischte und remixte Teile der Soundtracks für die Kinofilme 9½ Wochen und Nochmal so wie letzte Nacht. Er arbeitete auch für Künstler wie Thomas Dolby, Lou Reed, Youssou N’Dour und Lura.

## Innovationen
Er definierte die Rollen des Programmierers und Samplers in der modernen Musik durch seine Arbeit in den 1970ern, indem er den ersten computergetriebenen Hit, Landscape’s Einstein A Go-Go, mit dem Roland MC-8 Microcomposer komponierte. Er war auch einer der ersten Musiker, die mit dem Fairlight CMI Samples bei kommerziellen Aufnahmen einsetzten. Erste Samples sind auf dem Album Never Forever von Kate Bush oder der Single Fade to Grey der Band Visage im Jahr 1980 von Burgess programmiert worden.
Er konzeptuierte und co-designte mit Dave Simmons das erste eigenständige elektronische Schlagzeug, die sechseckigen Simmons SDS-V. Simmons entwickelte das Layout für die Elektronik und Burgess die Drumpads. Dieses Schlagzeug ist erstmals auf der Landscape-Single Einstein A Go Go zu hören und kurz danach auf der Spandau-Ballet-Single Chant No.1.
Er trat dreimal in der Fernsehserie Tomorrow’s World der BBC auf und demonstrierte dort den Prototyp des elektronischen Schlagzeuges, den Gebrauch des Roland MC-8 Microcomposer in der Popmusik und die Verwendung der ersten digitalen Samplingmaschine, des Fairlight CMI.
Burgess definierte den Begriff New Romantic für die Modebewegung der frühen 1980er Jahre, die zuvor in der Presse als Blitz-Kids oder cult with no name bezeichnet wurde.
Seine Produktionen für Colonel Abrams in New York und die mit Goldenen Schallplatten ausgezeichneten Singles Trapped und I’m Not Gonna Let werden allgemein als Vorläufer der House Music bezeichnet.

## Auszeichnungen und Errungenschaften
Mit der elektronischen Avantgardeformation Accord trat er bei den Radiosendungen Music In Our Time und Improvisation Workshop bei BBC Radio 3 auf. Er wurde ausgewählt, um im British National Youth Jazz Orchestra zu spielen, gewann den Preis der Greater London Arts Association’s Young Jazz Musicians, den Vitavox Live Sound Award und wurde für die Park Lane Group Purcell Room Concert Series des British Arts Council nominiert. Er hat einen Eintrag in The A to Z of Rock Drummers.

## Musikmanager und Autor
1978 gründete er in London die Firma Heisenberg Ltd., die er mit John Waters 1981 zu Heisenberg International mit Sitz in London erweiterte und der 1984 eine amerikanische Dependance in Los Angeles folgte. Burgess war bis 1986 Präsident dieser Firma. Zu den bei Heisenberg International angestellten Ingenieuren zählten Phill Brown (Spirit of Eden von Talk Talk, Trail of Stars von The Walkabouts), Andrew Jackson (The Wall von Pink Floyd, I Don't Like Mondays von The Boomtown Rats), Adam Moseley (Look Sharp von Roxette, Animal Magic und Digging Your Scene von The Blow Monkeys) und Frank Roszak (Living in a Box von Living in a Box, West End Girls von den Pet Shop Boys, Get Even von Brother Beyond).
1986 gründete er die Firma Burgess World Co. und ist seitdem Präsident des Unternehmens. Die Agentur betreute zunächst nur Musikproduzenten und Toningenieure und wurde 1990 um eine Künstleragentur mit angeschlossenem Studio, dem Plattenlabel Marva Records und einer Buchungsagentur sowie einer Unternehmensberatung für die Musikindustrie erweitert. Das Unternehmen hat seinen Sitz in Mayo, Maryland.
Sein bei Omnibus Press verlegtes Buch The Art of Music Production, das in der Erstausgabe 1997 noch The Art of Record Production hieß, liegt mittlerweile in der dritten Ausgabe vor und stellt einen Industriestandard für die Produktionstechnik in der Musikindustrie dar. Er hat sowohl zahlreiche Artikel für Technikzeitschriften und Musikmagazine verfasst, als auch Artikel und Dokumente für das akademische Journal der Association for the Study of the Art of Record Production (ASARP). Er hielt Vorträge zum Thema Schallplattenproduktion und Musikindustrie in den Vereinigten Staaten und in Großbritannien.
Als Hörfunkjournalist moderierte er die Sendung Let There Be Drums des BBC World Service. Er unterrichtete Schlagzeug an der Annapolis Music School in Maryland und unterrichtet derzeit Klassen in Plattenproduktion und der Musikindustrie an der Omega Studios’ School Of Applied Recording Arts And Sciences.
Burgess ist seit 2001 Verkaufs- und Marketingdirektor für die Firmen Smithsonian Folkways Recordings und Smithsonian Global Sound. Seit 2009 ist er Direktor für Personalentwicklung am Smithsonian Center for Folklife and Cultural Heritage. Er ist Leiter des Producers and Engineers Wing und war Governor für die Washingtoner Abteilung der National Academy of Recording Arts and Sciences (NARAS), die seit 1959 den Grammy Award verleiht.

## Werke

### Diskografie (Auswahl)
- mit Easy Street
  - Easy Street (LP, Capricorn Records, 1976)
  - Under the Glass (LP, Polydor, 1977)
- mit Landscape
  - U2XME1X2MUCH (EP, Event Horizon Enterprises, 1977)
  - Workers Playtime (EP, Event Horizon Enterprises, 1978)
  - Landscape (LP, RCA, 1980)
  - From the tea Rooms of Mars … to the Hell Holes of Uranus (LP, RCA, 1981)
  - Manhattan Boogie-Woogie (LP, RCA, 1982)
- Solo
  - Breathless (LP, Capitol Records, 1984)
- mit Electrofied
  - Sunday Morning Blues (CD, 2006)
  - Live performances (CD, 2007)
  - Bad Case of the Blues (CD, Marva Records, 2009)

Als Produzent (Auswahl)
- Shock – Angel Face / R.E.R.B. (Maxi-Single, RCA Records, 1980)
- Shock – Dynamo Beat / Dream Games (Maxi-Single, RCA Records, 1981)
- Spandau Ballet – Journeys to Glory (LP, Chrysalis Records, 1981)
- Spandau Ballet – Diamond (LP, Chrysalis Records, 1982)
- Adam Ant – Strip (LP, CBS Records, 1983)
- New Edition – New Edition (LP, RCA Records, 1984)
- America – Perspective (LP, Capitol Records, 1984)
- King – Steps in Time (LP, CBS Records, 1984)
- King – Bitter Sweet (LP, CBS Records, 1985)
- Colonel Abrams – Colonel Abrams (LP, MCA Records, 1985)
- Melba Moore – Read my Lips (LP, Capitol Records, 1985)
- Kim Wilde – Another Step (LP, MCA Records, 1986)
- Five Star – Silk & Steel (LP, RCA Records, 1986)
- Five Star – Between the Lines (LP, RCA Records, 1987)
- Living in a Box – Living in a Box (LP, Chrysalis Records, 1987)
- Eighth Wonder – Fearless (LP, CBS Records, 1988)
- Shriekback – Go Bang! (LP, Island Records, 1988)
- When in Rome – When in Rome (LP, Ten Records, 1988)
- When in Rome – More Than 12 Inch (LP, Ten Records, 1989)
- Heroes – Here we are (LP, RCA Records, 1990)
- Praise – Dream on (LP, WEA Records, 1992)
- Manfred Mann’s Earth Band – Soft Vengeance (LP, Virgin Records, 1996)